# Cinelândia
Cinelândia è il nome popolare dell'area attorno alla piazza Floriano Peixoto nel centro della città di Rio de Janeiro.
Incorpora l'area che va da Avenida Rio Branco a Rua Senador Dantas e da Evaristo da Veiga fino a piazza Mahatma Gandhi, dove un tempo c'era il Palazzo Monroe.
Deve il suo nome alla presenza di numerosi cinema, presenti dalla prima metà del '900, dei quali è rimasto a testimonianza solamente il cinema Odeon, situato nell'edificio Wolfgang Amadeus Mozart.

## Storia
La piazza Floriano Peixoto si trova in un largo aperto durante le opere di costruzione dell'Avenida Central (oggi Rio Branco) e occupa parte del terreno dell'antico Convento de Ajuda, costruito nel XVIII secolo e demolito nel 1911.
Successivamente alla demolizione l'imprenditore spagnolo Francisco Serrador, proprietario di numerosi casinò, cinema, teatri e alberghi, di ritorno da un viaggio a New York, decise di trasformare la nuova piazza in una versione brasiliana di Times Square.

## Architettura
L'area attorno alla piazza Floriano Peixoto si segnala per importanti edifici in stile decò, floreale, neoclassico, beaux-arts ed eclettico. I più importanti sono il Theatro Municipal, uno dei principali edifici di stile Beaux-Arts del Brasile, il Museo Nazionale delle Belle Arti, il Centro Cultural da Justiça Federal. Per quanto riguarda lo stile neoclassico si segnala la Biblioteca Nazionale del Brasile.
Altri edifici significativi sono l'Edificio Francisco Serrador, con la sua particolare forma circolare, costruito nel 1944 e il già menzionato edificio Mozart, sede del cinema Odeon.

## Trasporti
Cinelândia è servita dall'omonima fermata della Linea 1 della Metropolitana di Rio de Janeiro.